# Neophytos Bambas

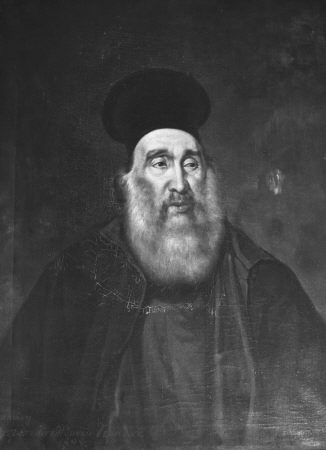
Neophytos Bambas.

Neophytos Bambas (Νεόφυτος Βάμβας), född 1770 på Chios, död 9 januari 1855 i Aten, var en nygrekisk patriot, lärare och filolog. 
Bambas knöt i Paris förbindelser med sin landsman Adamantios Korais och organiserade sedermera den lärda skolan på Chios, vilken han ledde med stor framgång. I början av grekiska frihetskriget var han Alexandros Ypsilantis den yngres sekreterare och utövade då genom handling och eldande tal ett betydligt inflytande. Sedermera blev han professor vid joniska akademien på Korfu och 1837 i Aten. 
Bambas inlade förtjänst i synnerhet därigenom att han befäste det av Korais utdanade nygrekiska skriftspråket. Han utgav flera filologiska arbeten.